# Attaque du Maersk Hangzhou
Opération Gardien de la prospérité
Crise de la mer Rouge
Guerre civile yéménite
Batailles
m
- Attaque de drones de Taba et Nuweiba
- Détournement du Galaxy Leader
- Opération Gardien de la prospérité
  - Frappes au Yémen
- Attaque du Maersk
- Bombardement du Marlin Luanda
- Opération Aspide
- Naufrage du Rubymar
- Attaque du Sounion

L'attaque du Maersk Hangzhou est un affrontement naval engagé par la marine américaine entre le 30 et le 31 décembre 2023, contre les forces navales houthis du Conseil politique suprême dans le golfe d'Aden. Les Houthis ont attaqué le cargo Maersk Hangzhou de la Maersk Line et tenté un abordage par la mer. La marine américaine, déployée dans la zone, a vaincu l'escadre navale houthi engagée dans la tentative d'assaut. L'attaque entraîne la perturbation de la navigation à travers la mer Rouge, la Maersk Line ayant annoncé une pause dans cette route de navigation après l'événement.

## Contexte
Avec le début de la guerre à Gaza en octobre 2023, le Conseil politique suprême contrôlé par les Houthis déclare son soutien au Hamas et commence à lancer des attaques contre les navires affiliés à Israël transitant par la mer Rouge. Ces attaques amènent la Maersk (une importante compagnie maritime internationale) à changer de route le 15 décembre 2023, ses navires n'emprunteront désormais plus la mer Rouge et transiteront plutôt par le cap de Bonne-Espérance. En réponse aux attaques des Houthis, le gouvernement des États-Unis annonce l'opération Gardien de la prospérité, une opération navale entreprise par la Combined Task Force 153 (en) pour protéger les navires de commerce. Grâce au renforcement de la sécurité assuré par l'opération, la compagnie maritime annonce le 29 décembre 2023 que ses opérations maritimes reprendront le transit par la mer Rouge. Pour inciter les membres d'équipage des navires effectuant de tels transits, Maersk annonce une double rémunération pour ceux transitant par cette route. L'un des premiers cargos à reprendre ses transits à travers la mer Rouge fut le MV Maersk Hangzhou.
Pour une protection accrue, le Maersk Hangzhou dispose à son bord d'une équipe de sociétés de sécurité privées armées lors de sa traversée de la mer Rouge. De plus, le Carrier Strike Group 2 de marine américaine est déployé en mer Rouge dans le cadre de l'opération Gardien de la prospérité. Ce groupe d'attaque est composé du porte-avions USS Dwight D. Eisenhower et ses destroyers d'escorte de la classe Arleigh Burke, les USS Laboon et USS Gravely. L'USS Dwight D. Eisenhower est équipé de nombreux avions de combat et hélicoptères F/A-18. Les destroyers équipés d'une gamme de missiles, de canons de 127 mm et d'armes de plus petit calibre. Les destroyers transportent également deux hélicoptères Sikorsky SH-60 Seahawk chacun.
En revanche, les forces houthis opposées à l’opération  navale utilisent des batteries de missiles de défense côtière et des munitions rôdeuses pour lancer leurs attaques. Alors que la plupart des principaux moyens navals capturés par les Houthis pendant la guerre civile yéménite ont été détruits peu avant le début de ladite guerre, les forces navales des Houthis disposent d'un certain nombre d'engins d'attaque rapides armés de canons automatiques légers, de mitrailleuses et de missiles antichar.

## Engagements
Alors que le Maersk Hangzhou traverse la mer Rouge le 30 décembre 2023, il est attaqué par des batteries Houthis, dont au moins un missile le touche vers 20 h 30, heure locale. Le Laboon et le Gravely se rendent sur place et réussissent à intercepter deux missiles balistiques lancés par les Houthis.
Le lendemain, le Maersk Hangzhou est approché par un escadron composé de quatre navires houthis équipés d'armes montées. Vers 06 h 30, heure yéménite, l'escadron navigue à moins de 20 mètres du Maersk Hangzhou et tente un abordage. Les prestataires de sécurité du cargo engagent ensuite les Houthis tandis que le cargo lance un appel de détresse. Des hélicoptères de l'USS Dwight D. Eisenhower et de l'USS Gravely sont ensuite dépêchés sur les lieux. À leur arrivée, ils sont engagés par l’escadron pirate. Les hélicoptères américains ripostent, coulant les trois engins avec leurs équipages. Le quatrième navire parvient à s'échapper.

## Conséquences
Après la fin de l'action, le CENTCOM américain annonce que ses forces n'ont subi aucune perte ni dommage. Les Houthis reconnaissent la perte de dix de leurs membres à la suite de cet engagement. Le Maersk Hangzhou parvient à poursuivre sa route vers le nord jusqu'à Port Suez par ses propres moyens. Cependant, à la suite de l'attaque, la Maersk annonce à nouveau suspendre ses opérations via la mer Rouge. 
Le 7 janvier 2024, les Houthis déclarent que les attaques de représailles contre la marine américaine se poursuivront à moins que les États-Unis ne livrent les militaires de la marine ayant tué les 10 membres d'équipage houthis en vue d'un jugement ultérieur au Yémen.